# Igantzi
Igantzi település Spanyolországban, Navarra autonóm közösségben. Igantzi Lesaka, Etxalar, Arantza és Sunbilla községekkel határos. Lakosainak száma 591 fő (2024).

## Népesség
A település népessége az elmúlt években az alábbi módon változott:
| Lakosok száma | 598  | 615  | 606  | 629  | 634  | 625  | 626  | 639  | 583  | 591  |
|               | 2001 | 2004 | 2007 | 2009 | 2012 | 2014 | 2017 | 2019 | 2022 | 2024 |